# 備南 (備前国)
備南（びなん）とは南備（なんび）とも呼ばれる、岡山県内のエリア名である。

## 概要
備前国の南部という意味であり、岡山県の南東部一帯を指す。明確に地域が定まっているわけではないが、おおむねかつて児島郡および邑久郡だった地域が該当する。特に玉野市・灘崎町周辺で使用される割合が高い。また児島湾岸地域を指す場合もある。
なお、倉敷市でかつて児島郡だった児島地区でも使用される場合がある。さらには、地域的な繋がりやかつて備前国だった経緯から香川県直島町を含む場合もある。
該当エリア
- 玉野市
- 岡山市南区 - 灘崎町、藤田、甲浦、小串など
- 岡山市東区 - 吉井川以東
- 瀬戸内市
- （倉敷市児島）
- （直島町）

## 地理
かつては児島郡は児島という島であった。しかし、中世から近代かけて干拓による新田開発が行われてきたことにより陸続きとなり、児島半島となった。さらにそれにより児島湾ができ、さらに湾を堤防により締め切り児島湖が造られた。
邑久郡は半島状になった地形で古来より様々な伝承が残る地域である。漁業や海運における重要な港町として発展した地区が多い。邑久郡東部では、かつては塩田が多かったが、現在はほぼ消滅している。

## 産業
児島半島は新田開発により農業が盛んであり、米、麦、野菜（ピーマン、ナスほか）などが作られている。また旧邑久郡地域においても新田開発が過去に行われており、吉井川東岸地域を中心に米などが作られている。また牛窓の丘陵地などではキャベツやレタス、オリーブや柑橘類などの野菜・果物作りも盛んである。
この地域は古くから海に面しているため、沿岸各地に古くからの漁港が点在している。牛窓や、倉敷市児島も含めるなら下津井などが漁業で特に有名である。また牛窓や虫明ではカキの養殖も盛んである。
玉野市沿岸部では埋め立てが多く行われ、三井造船やその関連企業が進出し、工業地と化した。宇野港は、かつては四国と本州を結ぶ重要港湾であったが、瀬戸大橋の完成により、その重要性を奪われ、その周辺の市街地は衰退気味である。
その他では観光産業があり、特に瀬戸内市は「日本のエーゲ海」の異名をもつリゾート地の牛窓や、日本刀の長船派 (備前長船)で有名な長船、竹久夢二生誕地の邑久を有しており、観光に力を入れている。
他では玉野市の深山公園、王子ヶ岳、おもちゃ王国や、灘崎町のおかやまファーマーズ・マーケット、常山、さらには玉野沖の直島などがある。